# 99 in the Shade
99 in the Shade è un cortometraggio muto del 1907 diretto da Gilbert M. 'Broncho Billy' Anderson.

## Trama
Le disavventure di un idraulico che combina una serie di guai lasciando acceso un forno nella casa in cui è stato chiamato a riparare un guasto.

## Produzione
Il film fu prodotto dalla Essanay Film Manufacturing Company.

## Distribuzione
Il cortometraggio uscì nelle sale cinematografiche USA il 28 settembre 1907.